# Hines (empresa)
A Hines Interests Limited Partnership é uma empresa privada que investe e desenvolve imóveis.
A empresa desenvolveu, redesenhou e adquiriu 1.262 propriedades, com mais de 414 milhões de pés quadrados. Atualmente, a empresa gerencia 529 propriedades com 213 milhões de pés quadrados.  A empresa tem presença em 201 cidades em 21 países.
A empresa está sediada em Houston, Texas. No edifício Williams Tower.

## História
A empresa foi fundada em 1957 por Gerald D. Hines. 
Em 1966, a empresa assinou um contrato de arrendamento com a Royal Dutch Shell como inquilino âncora de um edifício de 50 andares que estava construindo. 
Em março de 2006, o Hines Real Estate Investment Trust adquiriu um prédio de escritórios de 897 mil pés quadrados em Chicago por US$ 247.3 milhões.
Em dezembro de 2006, uma subsidiária da Hines Real Estate Investment Trust adquiriu uma carteira de 9 edifícios em Redmond, Washington por US$ 217 milhões. 
Em novembro de 2008, A Hines Real Estate Investment Trust adquiriu uma participação de 70% em 12 centros comerciais de propriedade da Weingarten Realty Investors. 

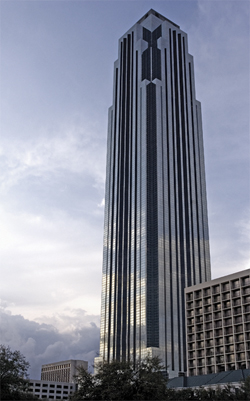
Williams Tower, o edifício-sede da Hines Interests.

Em julho de 2009, uma parceria da empresa e da Sterling entregou um prédio de escritórios de 542 mil pés quadrados em San Francisco aos seus credores. 
Em outubro de 2010, a Hines Global REIT adquiriu uma torre de escritórios em Minneapolis por US$ 180 milhões. 
Em dezembro de 2010, a empresa vendeu sua participação de 2% em 9 edifícios, incluindo a Safeco Plaza, em Seattle para seu parceiro de joint venture, CalPERS. 
Em abril de 2011, a empresa iniciou o desenvolvimento do CityCenterDC no logar do antigo centro de convenções em Washington, D.C.
Em agosto de 2012, uma subsidiária da Hines Global REIT adquiriu a sede da Old Navy em San Francisco por US$ 180 milhões. 
Em maio de 2013, a empresa vendeu um prédio em Washington D.C. para Liberty Property Trust por US$ 133.5 milhões. 
Em novembro de 2013, uma equipe liderada pela empresa foi escolhida como o desenvolvedor principal do Walter Reed Army Medical Center. 
Em dezembro de 2013, a Hines Global REIT adquiriu uma propriedade em Washington, DC por US$ 141.9 milhões. 
Em fevereiro de 2016, a empresa adquiriu um complexo de escritórios de 345 mil pés quadrados em North Bethesda, Maryland, da JBG Smith. 
Em abril de 2016, em parceria com a Welltower, a empresa adquiriu um terreno no centro de Manhattan e iniciou o desenvolvimento de uma unidade residencial de 15 andares. 
Em junho de 2016, a empresa anunciou que a Hines Real Estate Investment Trust Inc. liquidaria. 
Em agosto de 2016, uma subsidiária da Hines Real Estate Investment Trust vendeu uma propriedade no sul da Flórida por US$ 27,59 milhões. 
Em novembro de 2016, a Hines Real Estate Investment Trust vendeu 7 imóveis de escritórios na Costa Oeste dos Estados Unidos para um afiliado do The Blackstone Group por US$ 1.162 bilhões, vendeu uma propriedade de escritório em Bellevue, Washington, para um afiliado da AEW Capital Management por US$ 193 milhões, e vendeu o Wells Fargo Center, o prédio mais alto de Sacramento para a Starwood Capital Group por US$ 175.5 milhões. A empresa também iniciou a construção de um desenvolvimento de 327 mil metros quadrados em Housotn. 
Em março de 2017, a empresa, em parceria com a Oaktree Capital Management, adquiriu uma propriedade na East Bay (San Francisco Bay Area) por US$ 108.9 milhões. A empresa também abriu um complexo de apartamentos de luxo de 24 andares e 233 unidades em Houston. 
Em abril de 2017, a empresa adquiriu um centro de distribuição de 2,2 milhões de pés quadrados em La Porte, Texas.
Em maio de 2017, a empresa anunciou planos para um desenvolvimento de uso misto de 600 mil pés quadrados em Miami. A empresa também anunciou planos para 700 mil metros quadrados de desenvolvimentos em Atlanta, em parceria com a Invesco.
Em julho de 2017, a Hines Global REIT vendeu um complexo de apartamentos em Miami por US$ 100 milhões.